# Sergei Nikolajewitsch Reformatski
Sergei Nikolajewitsch Reformatski (russisch Серге́й Никола́евич Реформа́тский; * 20. Märzjul. / 1. April 1860greg. in Borissoglebskoje, im Gouvernement Kostroma, heute Oblast Iwanowo, Russland; † 27. Dezember 1934 in Moskau) war ein russischer Chemiker.

## Leben
Sergei Reformatski studierte bis 1882 an der Universität Kasan unter Alexander Michailowitsch Saizew. 1882 bis 1889 lehrte er an der Universität Kasan. 1889/1890 war er zu Studienaufenthalten bei Victor Meyer an der Universität Heidelberg und bei Wilhelm Ostwald an der Universität Leipzig. Reformatski wurde 1890 an der Universität Warschau promoviert und wurde 1891 als Professor an die Universität Kiew berufen, wo er bis zu seinem Lebensende blieb. Daneben war er 1898–1907 Professor am Polytechnikum Kiew und 1906–1919 Professor an der Frauenhochschule Kiew.
Er befasste sich vor allem mit metallorganischer Synthese. Im Jahr 1887 entdeckte Reformatski, dass bromorganische Verbindungen mit Zink reagieren und weiter mit Aldehyden oder Ketonen umgesetzt werden können. Nach der Entdeckung der etwas leichter zu handhabenden magnesiumorganischen Verbindungen und der Anwendung in Grignard-Reaktionen wird die Reformatzki-Reaktion vor allem bei α-halogenierten Carbonsäureestern verwendet, da diese für die Grignard-Reaktion zu reaktiv sind. Sein Name ist auch mit der Entwicklung der Kautschuk-Industrie in der Sowjetunion, wozu er zwischen 1931 und 1934 beitrug.
1929 wurde er korrespondierendes Mitglied der Sowjetischen Akademie der Wissenschaften.
Er schrieb eine Einführung in die Organische Chemie, die 1930 in 17. Auflage erschien.
1910 bis 1916 und 1920 bis 1933 war er Vorsitzender der Physikalisch-Chemischen Gesellschaft in Kiew.